# Odontomyia chrysaner
Odontomyia chrysaner är en tvåvingeart som först beskrevs av James 1948.  Odontomyia chrysaner ingår i släktet Odontomyia och familjen vapenflugor. Inga underarter finns listade i Catalogue of Life.